# Ziggy Stardust: The Motion Picture
Ziggy Stardust: The Motion Picture Soundtrack, ist ein Live-Album des englischen Musikers David Bowie, das im Oktober 1983 gleichzeitig mit dem Film Ziggy Stardust and the Spiders from Mars veröffentlicht wurde. Die Musik wurde während der Ziggy Stardust Tour im Hammersmith Odeon in London Chiswick am 3. Juli 1973 aufgenommen, obwohl das Album erst 1983 von RCA Records herausgegeben wurde. Davor hatte es in Form eines Bootlegs existiert. Unter dem Titel: Bowie and the Spiders From Mars – Last Stand: His Masters Voice.
Das Album dokumentiert die letzte Show, die David Bowie in seinem Alter Ego als Ziggy Stardust aufführte. Kurz vor dem letzten Stück kündigte er an: „Von allen Shows auf dieser Tournee wird diese spezielle Show am längsten bei uns bleiben, denn es ist nicht nur die letzte Show der Tournee, sondern auch die letzte, die wir je machen werden. Danke.“ Viele im Publikum glaubten, dass Bowie sich selbst aus der Musik zurückzieht.

## Produktion und Veröffentlichung
D. A. Pennebaker filmte das Konzert. Es wurde dabei von RCA Records aufgezeichnet, mit der Absicht ein Live-Album zu veröffentlichen. Das Projekt wurde jedoch aus verschiedenen Gründen eingestellt, unter anderem wegen Bowies Wunsch, Ziggy hinter sich zu lassen sowie der schlechten Qualität der Aufnahmen. Mit der Begründung, dass RCA das Material früher oder später trotzdem herausgeben würde, mischten Bowie und der Produzent Tony Visconti die Aufnahmen 1981 ab. Diese Mischung wurde heftig kritisiert, obwohl Visconti sie angesichts des Zustands des Quellenmaterials als "eher eine Bergungsarbeit als ein künstlerisches Unterfangen" beschreibt.
Das Album wurde schließlich im Oktober 1983 als Doppelalbum, LP und Soundtrack zu Pennebakers Dokumentation veröffentlicht. Aufgrund der Beschränkungen des LP Schallplattenformats wurden bei der Veröffentlichung mehrere Songs der Originalbänder ausgelassen, gekürzt oder neu angeordnet. White Light/White Heat wurde im November als Single herausgegeben.

## Veröffentlichungen
"Ziggy Stardust": The Motion Picture ist zweimal auf CD erschienen; das erste Mal am 7. August 1992 von Rykodisc. Im April 2003 wurde das 30th Anniversary 2CD Set von EMI/Virgin veröffentlicht. Von Visconti neu abgemischt, wurde sie als signifikante Verbesserung gegenüber dem Original angesehen. Es enthält zusätzliches Material, einschließlich Einleitungen, gesprochene Passagen und die vollständige Version von Width of a Circle. Changes wurde auch in der Reihenfolge des ursprünglichen Konzerts an die richtige Stelle gesetzt, nach Moonage Daydream. Die Zugabe von The Jean Genie / Love Me Do und Round and Round mit Jeff Beck entfällt noch immer. Das fehlen von Becks Sequenz wurde auf verschiedene Weise, auf eine Frage der Tantiemen oder auf das Gefühl des Gitarristen zurückgeführt, der, wie Tony Visconti sagte, "nicht in den Film passte".

## Titel Liste
Alle Titel wurden von David Bowie geschrieben, sofern nicht anders angegeben.
Original 2LP (1983) Titel Liste
Disc 1
1. Hang on to Yourself – 2:55
2. Ziggy Stardust – 3:09
3. Watch That Man – 4:10
4. Wild Eyed Boy From Freecloud/All the Young Dudes/Oh! You Pretty Things – 6:37
5. Moonage Daydream – 6:17
6. Space Oddity – 4:49
7. My Death (Jacques Brel, Mort Shuman) – 5:45

Disc 2
1. Cracked Actor – 2:52
2. Time – 5:12
3. Width of a Circle – 9:35
4. Changes – 3:35
5. Let’s Spend the Night Together (Mick Jagger, Keith Richards) – 3:09
6. Suffragette City – 3:02
7. White Light/White Heat (Lou Reed) – 4:06
8. Rock ’n’ Roll Suicide – 4:20

30th Anniversary 2CD Set (2003) Titel Liste
Disc 1
1. Intro (incorporating Beethoven’s Ninth Symphony, arranged and performed by Wendy Carlos) (Ludwig van Beethoven) – 1:05
2. Hang on to Yourself – 2:55
3. Ziggy Stardust – 3:19
4. Watch That Man – 4:14
5. Wild Eyed Boy From Freecloud – 3:15
6. All the Young Dudes – 1:38
7. Oh! You Pretty Things – 1:46
8. Moonage Daydream – 6:25
9. Changes – 3:36
10. Space Oddity – 5:05
11. My Death (Brel, Shuman) – 7:20

Disc 2
1. Intro (incorporating William Tell Overture (Abridged), arranged and performed by Wendy Carlos) (Gioacchino Rossini) – 1:01
2. Cracked Actor – 3:03
3. Time – 5:31
4. The Width of a Circle – 15:45
5. Let’s Spend the Night Together (Jagger, Richards) – 3:02
6. Suffragette City – 4:32
7. White Light/White Heat (Reed) – 4:01
8. Farewell Speech – 0:39
9. Rock ’n' Roll Suicide – 5:17

## Chartplatzierungen
| ChartsChartplatzierungen       | Höchstplatzierung | Wochen |
| ------------------------------ | ----------------- | ------ |
| Schweiz (IFPI)                 | 34 (1 Wo.)        | 1      |
| Vereinigte Staaten (Billboard) | 89 (15 Wo.)       | 15     |
| Vereinigtes Königreich (OCC)   | 10 (1 Wo.)        | 1      |